# Ermita de San Mamés (Montenegro de Cameros)
La ermita de San Mamés es un edificio de la localidad española de Montenegro de Cameros, en la provincia de Soria.

## Descripción
La ermita, de estilo románico, está ubicada en el municipio soriano de Montenegro de Cameros, en la comunidad autónoma de Castilla y León. El 20 de abril de 1983 fue declarada monumento histórico-artístico, de carácter nacional, mediante un real decreto publicado el día 3 de junio de ese mismo año en el Boletín Oficial del Estado, con la rúbrica del ministro de Cultura, Javier Solana Madariaga, y el rey Juan Carlos. En julio de 2020 finalizó un proceso de restauración del inmueble sufragado principalmente por la Junta de Castilla y León y en menor medida por la Diócesis de Osma-Soria. En la actualidad cuenta con el estatus de bien de interés cultural.